# Aeshna interrupta
Aeshna interrupta är en trollsländeart. Aeshna interrupta ingår i släktet mosaiktrollsländor, och familjen mosaiktrollsländor.

## Underarter
Arten delas in i följande underarter:
- A. i. interna
- A. i. interrupta
- A. i. lineata